# Ceratocapsus apicalis
Ceratocapsus apicalis är en insektsart som beskrevs av Knight 1925. Ceratocapsus apicalis ingår i släktet Ceratocapsus och familjen ängsskinnbaggar. Inga underarter finns listade i Catalogue of Life.